# 상디 (원피스)
본 문서의 이해를 돕기 위한 비자유 그림이 있습니다. 
링크의 파일을 직접 올려 주세요
상디(Sanji, サンジ)는 일본 만화 및 애니메이션 "원피스(ONE PIECE)"에 나오는 등장인물이다. 성우는 일본에서는 히라타 히로아키(현재)와 토니토니 쵸파의 성우인 오오타니 이쿠에(유년기)가 맡았으며, 한국어판에서는 성인은 故 김일(KBS, 투니버스 전반부, 대원방송 홀케이크 아일랜드 2부 6화까지), 양석정(KBS, 투니버스 후반), 박성태(투니버스),  김영선(대원방송, 홀케이크 아일랜드 2부 7화부터)이 맡고 있고, 유년기는 KBS, 투니버스판은 이현주와 정옥주, 투니버스판은 김영은, 대원방송 재더빙판에서는 김하영과 이유리, 이새아, 장예나가 맡았다.
전설의 바다 '올 블루'를 발견하는 것이 꿈. 붉은 다리 제프의 영향을 받아서인지 신성한 요리사의 손을 무기로 쓰지 않는 것이 원칙이기 때문에 발차기로 적을 제압한다. 고향은 25권에서 밝혀졌다. 팀메이트인 조로와는 둘도 없는 앙숙인 사이이다. 여자를 밝히는 성격이며 여자에게는 동료든 악당이든 매우 친절하게 대하는 편이고 특히 악당이라해도 여자를 절대로 때리지 않는 것이 자신의 숙명이자 신념이다. 요리사로서 배고픈 사람은 모두 자신의 손님이라고 한다.
812화에서 '빈스모크(Vinsmoke)'라는 성이 있음이 밝혀졌으며, 빈스모크 가문의 삼남이라고 한다.

## 외모
1. 금발이며, 왼쪽 눈을 가리고 있다. 2년 후에는 가리는 눈이 오른쪽으로 바뀌었다.
2. 눈썹이 모기향처럼 뱅글무늬로 말려져 있다. 참고로 눈썹의 말려진 방향은 좌우 모두 오른쪽이다.
3. 약간의 턱수염. 2년 후에는 콧수염이 나고, 턱수염이 더 짙어졌다.
4. 주로 검은색 양복을 입고 있다.
5. 항상 담배를 물고 다닌다. 그러나 한국판에서는 다르게 처리한다. KBS판은 막대사탕, 투니버스판과 토리코 협업판(카툰네트워크 코리아에서 방영)은 막대기로 수정했다. 대원방송판과 극장 방영시는 모자이크로 처리한다. 이는 담배를 무는 다른 등장인물들에게도 똑같이 적용한다.

## 능력
상디의 공격은 대부분 다리를 사용한 킥 기술이다. 상디가 킥만 쓰는 이유는 앞서 언급했듯이 요리사는 손을 신성시하여서 절대로 손에 부상을 입으면 안 된다는 신념을 가지고 있어서이다. 그래서 그런지 아무리 상대와 싸우고 중상을 입어도 손만은 멀쩡한 상태이다.

## 기술

#### 코스 요리
- 무톤 슈트(Muton Shoot : 양고기 슈트) - 요리할 때 양고기를 조리하는 순서대로 킥을 날린다.
  - 콜리에(Collier : 목살) - 목 가격
  - 에폴(Epol : 어깨살) - 어깨 가격
  - 커틀렛(Cotelette : 등살) - 등 가격
  - 셸(Selle : 안창 살) - 안창(등에서 허리의 중간 부분) 가격
  - 포와트린느(Poitrine : 가슴살) - 가슴 가격
  - 지고(Jigot : 허벅지살) - 허벅지 가격

- 보우 슈트(Veau Shot : 송아지고기 슈트) - 요리할 때 송아지고기를 조리하는 순서대로 킥을 날린다.
  - 바스 코트(Basses Cote : 어깨살 로스) - 어깨를 강하게 가격
  - 론쥬(Longe : 허리살) - 허리를 가격
  - 탄도론(Tandoron - 등심살) - 전신을 강하게 가격
  - 플랑셰(Flanchets - 뱃살) - 배를 가격
  - 카지(Quasi - 위대퇴살) - 위장 부위를 강하게 가격
  - 큐우(Queue - 꼬리살) - 꼬리 뼈 부분을 가격
  - 큐이소(Cuisseau - 허벅지살) - 허벅지를 가격
  - 쟈레(Jarret - 정강이살) - 정강이를 가격

- 엑시(Hache : 분쇄육) - 마치 고기를 분쇄하듯이 한 부분에 여러 번의 공격을 집중적으로 가할 때 쓰는 기술 명칭이다.
  - 트로와젬 엑시(Troisieme Hache : 3등급 분쇄육) - (상디 입장에서) 약하게 가격
  - 두젬 엑시(Deuxieme Hache : 2등급 분쇄육) - 강하게 가격
  - 프뤼미엘 엑시(Premeir Hache : 1등급 분쇄육) - 더 강하게 가격
  - 엑스트라 엑시(Extra Hache : 최상급 분쇄육) - 최고의 강도로 가격

### 그 외의 기술
- 리셉션(Recception : 접수) - 발차기 코스의 시작을 알리는 첫 번째 슛을 날리는 기술, 그냥 아무곳이나 찬다.
- 콩카세(Concasse : 다지기) - 킥을 날카롭게 갈고 닦은 후 다지듯이 엄청난 스피드로 킥을 날리는 기술
- 브끄띠에르 슈트(Bouqueteir Shoot : 썬 야채 모둠 슈트) - 물구나무를 선 상태에서 회전하면서 썰 듯이 상대에게 회오리 형식으로 킥을 날리는 기술
- 슬라이스 슛(Slice Shoot : 얇게 자르기 슛) - 공중에서 회전하면서 킥을 날리는 기술
- 맹진. 멧돼지 전골 슛(猛進. 山豚 畑汨 Shoot: 사납게 돌진하는 멧돼지 전골 슛) - 다리를 쭉 뻗으며 앞으로 돌진하며 킥을 날리는 기술
- 브로시트(Brochette : 꼬치구이) - 다리를 한 번 위로 올렸다가 내려찍는 기술
- 콜리에 플립(Colier Flip : 목살 튀김) - 목살의 강화판 버전
- 프뤼트 아솔티(Frit Assortie : 튀김 진열) - 신체 각 부분을 따로따로 강하게 가격하는 기술
- 3점 데코파쥬(3점 Decopage : 세 점 나눠썰기) - 날카로운 킥을 3점 쏘는 기술
- 에스칼로프(Escalope : 얇게 저민 고기볶음) - 식칼을 든 상디가 쓰는 기술, 완제의 라면 송곳을 썰 때 사용했다.
- 에프루샤쥬(Eplucharge : 피박 작업) - 식칼을 든 상디가 쓰는 기술, 완제의 라면 갑옷을 벗겨낼 때 사용했다.
- 안티매너 킥 코스(antimanner Kick Course) - 상대에게 달려들어 킥을 날리는 기술. 다리를 180도로 올려서 상대방을 가격하거나 또는 올린 다리를 내려 찍어 쓰기도 한다. 크로커다일이 칠무해 칭호 박탈 전 상디가 루피 일행을 구하려 할 때 사용됨, 마인 오즈의 다리를 가격할 때 사용됨.
- 파티테이블 킥 코스(Partytable Kick Course) - 코스 요리 킥을 전부 한데 모아서 파티 형식으로 날리는 기술
- 블루 워크(Blue Walk / 水中步行) - 월보(月步)에 버금가는 각력으로 물을 차고, 빠르게 물 속을 이동한다. 그 속도는 어인의 유영속도 수준이다.
- 스카이 워크(Sky Walk / 空中步行 ) - 폭발적인 다리힘으로 공중을 차 날아오르는 기술. CP9의 육식(六式)기술 중 하나인 월보(月步)와 같은 기술이다.

### 팔라쥬 샷(Parage Shot: 성형 킥)
상대의 얼굴을 엄청난 힘으로 가격하여 안면골격구조 자체를 싹 바꿔버린다. 맞으면 누구나 미남, 미녀가 된다. 상대를 위한 상디의 배려일지 모르겠다.
- - 위유(Oeil- 눈) : 눈 가격
  - 네(Nez - 코) : 코 가격
  - 쥬우(Joue - 뺨) : 뺨 가격
  - 브슈(Bouche - 입) : 입 가격
  - 단(Dents - 이빨) : 이빨 가격
  - 멘톤(Menton - 턱) : 턱 가격

### 디아블 잠브(惡魔風 脚 - Diable Jambe: 악마의 다리)
상디의 궁극 기술, 엄청난 속도로 회전하면서 다리에 마찰력으로 열을 가해 불타는 다리를 만들어 공격한다. 이 다리의 킥에 맞으면 살이 타고 뼈가 부러지면서 뼛속까지 타 버린다. 2년 뒤에는 회전하지 않고 디아블 잠브를 쓸 수 있게 되었다.
- 디아블 잠브 - 플랑바쥬 샷(Diable Jambe - Flambage Shoot : 惡魔風 脚 - 火龍点睛) : 디아블 잠브를 한 다리로 상대에게 일격을 가하는 기술
- 디아블 잠브 - 프뤼트 아솔티(Diable Jambe - Frit Assolrtie : 惡魔風 脚 - 튀김 진열) : 디아블 잠브 버전의 프뤼트 아솔티
- 디아블 잠브 - 프뤼미엘 엑시(Diable Jambe - Primeir Hache : 惡魔風 脚 - 1등급 분쇄육) : 디아블 잠브 버전의 프뤼미엘 엑시
- 디아블 잠브 - 엑스트라 엑시(Diable Jambe - Extra Hache : 惡魔風 脚 - 최상급 분쇄육) : 디아블 잠브 버전의 엑스트라 엑시
- 디아블 잠브 - 비앙드 큇 그릴 샷(Diable Jambe - Bien Cuit[9] Grill Shot : 惡魔風 脚 熱燒) : 적에게 빠르게 돌진한 뒤 강하게 찬다. 이 킥에 맞을 경우 웬만한 거한이 아니면 온 몸에 석쇠 모양의 화상 자국이 생긴다.
- 디아블 잠브 - 브네존 슛(Diable Jambe - Venesian[10] : 惡魔風 脚 - 야수고기 슛) : 디아블 잠브를 시전한 뒤 다리로 상대방을 내려치는 기술.
- 디아블 잠브 - 프왈르 아 프뤼르. 스펙트럼(Diable Jambe - foele a Frire[11]. Spectrum : 惡魔風 脚 - 火─ 炎 分光) : 디아블 잠브를 시전한 뒤 스카이 워크를 이용해 공중으로 뛰어올라 그 자세로 엄청난 속도로 땅을 향해 킥을 가격하는 기술.
- 디아블 잠브 - 헬 메모리즈(Diable Jambe - Hell Memories) : 지난 2년 간, 카마밧카 왕국에서 보냈던 지옥같았던 기억들을 되새겨 분노한 상디의 전신에 불이 붙으면서 그대로 상대를 가격하는 기술, 맞은 상대는 아무리 거대한들 전신이 숯덩이처럼 새까맣게 타버린다.
- 디아블 잠브 - 무톤 슈트(Diable Jambe - Muton Shoot) - 요리할 때 양고기를 조리하는 순서대로 킥을 날린다.
- 디아블 잠브 - 콩카세 (Diable Jambe - Concasse) - 디아블 잠브를 한 다리로 스카이워크를 사용한 동시, 공중에서 빠른 속도로 회전하면서 내려와 발 뒤꿈치로 상대방을 강하게 내려찍는 기술.
- '디아블 잠브 -로티서리 스트라이크[12] - 디아블 잠브를 한 다리로 상대방 얼굴을 가격하는 기술. 이 킥을 맞은 상대는 얼굴이 회전을 하게 된다.[13]
- 디아블 잠브 - 크로스 스트라이크 - 디아블 잠브를 한 다리로 상대공격을 방어용 으로 막는 기술

### 합동 기술
- 아르메 드 레르 슛(Armee De l'Air Shoot) - 상디가 주로 연계 플레이 기술을 할 때 쓰는 킥으로 누군가를 다리에 올린 후 찬다. 이름은 프랑스 공군(Armee de L'air)에서 따 왔다.
  - 아르메 드 레르 고무 슛 - 루피를 올려놓고 찼다.
  - 아르메 드 레르 하나 슛 - 우솝이 쏜 포탄을 찼다(7기 극장판 참고.).
  - 아르메 드 레르 파워 슛 - 조로를 올려놓고 찼다.
  - 아르메 드 레르 로제오 슛 - 쵸파를 올려놓고 찼다.
  - 아르메 드 레르 로봇 슛 - 프랑키를 올려놓고 찼다.
- 6억 베리 잭팟(600,000,000 Belly Jack Pot)
  - 루피, 조로, 상디, 로빈, 프랑키의 합동기술. 각자의 주 공격기를 동시에 사용한다. 5명의 현상금을 합하면 6억 2100만 베리(3억+1억 2000만+7700만+8000만+4400만)지만 줄여서 6억 베리로 하여 이름을 붙였다.

### 스텔스 블랙(Stealth Black)
토트랜드에서 빈스모크 니디가 넘겨준 상디 전용의 레이드 슈트. 빈스모크 일족의 다른 레이드 슈트처럼 방패 역할을 하는 망토와 가속 장치 등 각종 전투용 장비가 탑재되어 있으며, 특수 능력은 주변의 사물을 투영해 모습을 감추는 투명화 능력이다. 페이지 원과 전투에서 처음으로 공개된다. 트라팔가 로의 말에 의하면, 모습을 지울 수 있는 성가신 전투원이라고도 한다.

### 이프리트 잠브
기존의 디아블 잠브 보다 더 뜨겁고 강력한 파란 불꽃을 다리에 두르는 기술 자신의 무장색과 견문색을 합쳐서 더욱 뜨거운 불꽃을 다리에 두른다.
이프리트 잠브 - 쇠고기 뵈스트 : 송아지 고기샷의 이프리트 잠브 버전

## 행적

### 요리사의 꿈을 가지다
빈스모크 가문의 삼남으로 태어난 상디는 어렸을 때부터 요리하는 것을 좋아했다. 하지만 제르마 66의 총수이자 상디의 아버지인 빈스모크 저지는 강한 아이를 원했기에 강제로 상디를 포함한 자식들을 강제로 수술을 하게 된다. 그리하여, 다른 형제들은 인간의 한계를 뛰어넘는 힘을 얻게 된다. 하지만, 달리 상디는 아무 변화가 없었고, 그냥 평범한 아이였다. 그래서 자신의 아버지인 저지는 그를 무능아, 낙오자로 여겨 아들 취급도 하지 않았고, 형제들도 상디를 무시하는 건 기본이며, 시도 때도 없이 상디에게 수차례 폭행을 가하였다. 급기야는 부하들을 시켜 상디 얼굴에 철로 된 투구을 강제로 씌우게 한 후, 사고사로 위장되어 지하 감옥에 갇혀 지내게 하였다. 그리고는 다른 가족들을 비롯한 부하들이 보는 데서 상디가 죽은 걸로 위장하여, 상디의 장례를 치렀다. 하지만, 상디가 죽지 않고 지하 감옥에 갇혀 있는 걸 알게 된 3형제는 감옥 열쇠를 갖고와 시도 때도 없이 감옥 문을 따고는 그 안에서 상디를 마구 폭행을 가하였다. 가족 중엔 유일하게 그의 누나인 레이주만 가족들 몰래 그를 도와주었고, 감옥 안에서 3형제에게 폭행을 당할 때마다도 누나인 레이주만 몰래 상디를 치료해주었다. 그리고 어느 날, 상디는 감옥 안에서 누나인 레이주한테 요리사가 되고 싶다는 말을 한다. 그러나 레이주는 나한테 그런 말을 하지 말라고 하였다. 그리고는 감옥 철창을 두 손으로 잡은 뒤에 있는 힘껏 철창을 옆으로 잡아당겨서 그 곳에 갇혀있는 상디를 빼내준다. 그리고는 몰래 항구로가 그곳에 있던 배를 탈 수 있게 도와준다. 그리고는 상디에게 무슨 일이 있어도 이곳으로 돌아오면 안된다고 하며, 바다는 넓으니까라는 말을 하며 상디의 등을 힘껏 밀치며, 뛰라는 말을 외치면서 그곳에서 상디를 탈출시켜준다. 그리하여, 레이주의 도움으로 인해 상디는 무사히 이스트 블루로 향하게 되었다.
10살 무렵, 어느 여객선의 요리사 견습생으로 지내고 있을 때, 동료 요리사들로부터 오올 블루에 대한 소문을 듣고, 오올 블루에 언젠가 가고 싶다는 꿈을 가진다. 그런데 어느 날, 붉은 다리 제프라는 해적이 여객선을 습격한다. 하지만 습격하는 해적임에도 불구하고 제프는 식량에는 손대지 말 것을 부하들에게 요청했다. 상디는 이 배의 습격당하는 것을 보다 못해 제프를 공격하지만 역부족이었다. 그래서 나가떨어진 사이 바다 소용돌이로 인해 상디는 흔들리는 배를 이기지 못하고 갑판에서 떨어지고 제프는 그를 구하러 뛰어든다. 제프와 상디는 어느 사람 없는 바위섬에 오게되었고 다른 일당들은 전멸한다. 제프는 상디에게 배가 보이면 지시할 것을 요구했고 상디에게 식량이라고 자루 한 자루를 준다. 하지만 제프는 상디의 것에 몇 배나 되는 커다란 자루를 가지고 있었고 상디는 이에 불만을 품었다. 어느 날, 배가 지나가지만 그 배는 상디의 신호를 그냥 지나쳐 간다. 그리고 시간이 흐르고 식량이 다 떨어진 상디는 제프를 공격해 식량을 뺏어오자고 생각한다. 하지만 정작 제프의 자루는 하나도 줄어들지 않았다. 상디가 제프의 자루를 보니, 온통 돈 뿐이었다. 제프는 상디를 위해서 자신이 먹을 몫까지 친히 주었던 것이었다. 게다가 제프는 한쪽 다리마저 없어진 상태. 먹을 것을 상디에게 나눠주고, 목숨을 이어가기 위해 자신의 다리를 잘라 먹은 것.(애니메이션에서는 상디를 구하기 위해, 배에 끼어버린 다리를 스스로 자르는 것으로 나왔다.) 오랜 시간동안 아무것도 먹지못해 혼수상태에서 제프는 가지고 있던 돈으로 해상 레스토랑을 내고 싶다는 뜻을 밝혔다. 그때 전에 지나쳐갔던 배가 '사람이 있다는 신호를 본 것 같다'며 돌아온다. 그리고 그들은 구출된다.
이렇게 상디와 제프는 80일이 넘는 긴 시간동안 죽을 정도의 배고픔과 굶주림을 겪었다. 그 조난 사건 이후, 상디에게는 '상대가 악당이든 무엇이든 배가 고픈 녀석에게는 요리를 만들어 주는 것'이 요리사로서의 정의를 가지고있다.

### 해상 레스토랑 운영
구출된이후 자신의 목숨을 구해준 제프의 은혜를 갚기위해 자신의 꿈인 올 블루를 찾는 것을 포기하고 제프를 위해 평생 일하기로 맹세한다 그렇게 약 10여년동안 제프가 운영하는 해상 레스토랑에서 요리와 호신술을 제프에게 전수받으며 성장해간다. 평소의 제프는 항상 무뚝뚝하게 상디를 대하고 화를 많이내지만 어디까지나 상디의 성장을 위한 것이다, 그러나 정작 상디는 이것을 알고있다지만 그렇게 좋게 대화해 줄리가 없다.

### 밀짚모자 해적단입단
해상 레스토랑에서 출현한 해적 클리크 해적단의 습격을 받았다. 이때 나미에게 빼앗긴 고잉메리호를 찾기 위해 돌아다니다가 우연히 마주친 루피가 상디를 동료로 삼기 위해 클리크 해적단을 물리친다. 그리고 밀짚모자 해적단의 요리사가 되어줄 것을 제안하지만 상디는 처음에는 제프에게 빚진 은혜를 아직 갚지 못했다고 판단하여 제안을 거절한다. 그리고 언젠가는 꼭 올 블루를 찾아 그랜드라인에 갈 것이니 그랜드라인에서 만나자는 말을 루피에게 남긴다. 하지만 이후 루피의 강한 신념을 마음 속 깊이 체감한 후 자신의 신념인 올 블루를 찾기 위해 밀짚모자 해적단에 정식으로 입단하게 된다.

### 카마밧카 왕국에서 수련
샤본디제도에서 바솔로뮤 쿠마에 의해 카마밧카 왕국에 떨어지게 된 상디는, 그곳에서 루피의 탈옥을 도왔던 뉴커머랜드의 왕 혁명가 이반코프를 만나게 된다.
그 후 밀짚모자 해적단 재결합전까지 2년동안, 상디는 이 섬에서 먹으면 힘이난다는 '공세의 요리'의 요리법과 함께 공중을 차고 오를 수 있는 신체기술 등 다양한 성장을 하게 된다.

### 정략결혼
드레스로자 에피소드가 끝나고 새로 나온 수배서에서 상디의 얼굴이 공개됨과 동시에 '생포한정'이라는 조건이 붙게된다. 이후, '조'섬에서 상디가 빈스모크 가문의 왕자임이 밝혀진다. 빈스모크 가문은 첨단과학을 무기로하는 살인자 일족으로, 국토는 없지만 수많은 전보벌레 배가 모이고 흩어지며 국토의 형태를 이루는 하나의 나라로, 세계회의(레벨리)에 참가하는 것도 인정받은 국가이다. 세간에는 제르마 66이라는 전투용병단의 이름으로 더 잘 알려져있다. 이 빈스모크 가문은 사황 빅 맘의 샬롯 푸딩과 정략결혼을 위해 상디를 이용하고자 생포한정 조건을 걸고, 상디가 소중히 여기는 동료들과 해상 레스토랑 가족들의 목숨을 위협하며 상디를 납치해간다. 이윽고, 루피와 몇몇 밀짚모자 해적단이 상디를 구하러 사황 빅 맘의 본거지인 '홀케이크 아일랜드'로 향하고, 처음에는 자신 때문에 동료들이 피해보는 것을 걱정해 돌아갈 것을 거부하던 상디는 루피의 진심어린 호소에 본심을 밝힌다. 이후 밀짚모자 해적단, 빅 맘에게 배신당한 제르마 66, 빅 맘의 산하에서 배신할 기회를 넘보던 카포네 벳지 등이 힘을 합쳐 결혼식을 엉망으로 만들고, 빅 맘에게 먹일 케이크를 푸딩, 시폰과 함께 만들어 빅 맘에게 먹이는데 성공한다. 하지만, 자신과 루피를 빅 맘 해적단들이 가로 막아서 무차별 공격이 하는 동시에 제르마 66가 자신의 앞에 나타난다. 제르마 66는 그 자리에서 빅 맘 해적단들을 모두 쓰러뜨리는 동시에 자신을 홀케이크 아일랜드에서 탈출하게 도움을 준다. 그 사이, 미러 월드 안에서 카타쿠리와 대결에서 승리한 루피를 데리고는 무사히 홀케이크 아일랜드를 탈출한다. 이로써 빈스모크 상디는 나미, 우솝, 로빈처럼 해적단을 한번 떠났다가 진정한 동료로써 다시 돌아오게 된다. 이후 이 사건에 계기로 인해 루피와 함께 현상금액이 올라서 3억 3000만 베리로 된다.

### 와노쿠니
현재는 동료들과 같이 와노쿠니에 도착한 후에, 많은 인파를 모으기 위해 킨에몬의 옷옷 열매 능력으로 '상고로'로 변장한 후에 와노쿠니 '꽃의 도읍'에서 소바 노점을 차려 소바 장수를 하고 있다.

## 전투력
해군본부 준장 내지는 소장 정도에 불과하며 칠무해를 상대로는 전패를 기록하고 있다. 실제로도 상디의 전투력은 칠무해를 한 적이 있는 사람보다 훨씬 약하다. 쥬라큘 미호크야 말할 것도 없이 밀짚모자 해적단이 전부 덤벼도 상대가 되지 않으며 보아 행콕은 여자를 매우 밝히는 상디 에게는 완전히 천적이며 돈키호테 도플라밍고는 상디를 두 번이나 죽음 일보직전까지 몰고 갔다가 트라팔가 로의 방해로 인해 상디를 죽이는 데 실패했으며 바솔로뮤 쿠마에게는 단 일격에 상디가 쓰러졌다.

## 전투 상대
- 이치디, 니디, 욘디(어릴 적)
  - 생쥐 먹이로 만든 케이크를 빼앗은 이치디에게 주먹을 날리지만 이후, 니디, 욘디를 포함한 3명한테 두들겨 맞음.(패배)
- 풀보디 대위
  - 일단 시비는 상디가 먼저 걸었다. 여자를 무지하게 밝히는 상디는 풀보디와 동행한 여자에게 껄떡댔고 이에 격분한 풀보디가 상디가 만들어준 음식을 심하게 훼손해서 싸움이 붙었다. 이에 상디는 음식의 소중함을 모르는 풀보디에 분노를 느낀 탓에 공격. 가볍게 승리.
- 파알
  - 처음에 고전했으나 발로 파알의 머리를 내려찍음. 하지만 계속 파알의 공격을 받다가 깅이 철퇴로 파알의 방패를 부숴 버린다. (비김)
- 깅
  - 파알과의 전투로 지쳐 패배. 하지만, 깅은 상디에게 은혜를 입은 것이 있기에 클리크의 말을 무시하고 상디를 죽이지 않는다.
- 쿠로오비
  - 아론 파크에서 싸웠던 어인. 해상전에선 엄청 고전했지만, 지상전에선 양고기 슈트 부위별 킥 코스로 가볍게 승리.
- 아론
  - 미호크에게 당한 상처로 인해 고전하던 조로와 함께 덤비지만 아론의 아부사메 한방에 무릎을 꿇고 패배.
- Mr.13, Miss.프라이데이
  - Mr.3의 즉석 양초집으로 알라바스타까지 가는 영구지침을 가지고 찾아온 Mr.13, Miss.프라이데이를 가볍게 제압. 승리.
- Mr.2 봉쿠레(본명 : 벤담)
  - 초반엔 꽤 우세했지만 나미로 변한 Mr.2를 공격못하고 Mr.2와의 다리길이 차이 등의 악조건으로 인해 당하던 중 복사복사 열매의 비밀을 알아채고 마지막 공격을 가한 후 승리.
- 사토리(KBS 더빙판 : 샤이안)
  - 처음엔 사토리의 맨트라와 깜짝구름에 당하지만, 루피와 협공으로 승리.
- 갓 에넬
  - 에넬의 전격 한방에 패배. 우솝을 밀쳐낸 후 에넬의 엘토르를 맞고 다시 한 번 패배.
- 롤로노아 조로
  - 지옥의 링 대결 전에 조로랑 말다툼하며 치고받고 싸우지만, 승부는 나지 않음.(비김)
  - 2년동안 더 강해진 실력을 보여주고자 조로와 대결하지만, 승부는 나지 않음.(비김)
  - 극장판 5기에서 마야의 구슬을 빼앗으려는 조로와 대결하는 도중 방심한 사이 조로가 검으로 자신을 날려버림.(패배)[17]
- 햄버그 & 피클즈 & 빅빵
  - 조로와 협공으로 승리.
- 쿠잔
  - 루피와 조로랑 같이 싸우지만, 얼음얼음 열매 능력으로 인해 몸이 얼어붙음.(패배)
- 프랑키 패밀리
  - 프랑키 하우스에 쳐들어가 프랑키 패밀리들을 모두 쓰러뜨림.(승리)
- 제리
  - 꼬치구이로 가볍게 승리.
- 완제
  - 초반에 라면권법에 계속 당하다가 요리사의 칼 솜씨로 싹 깎아내리고 팔라쥬 샷을 날린 다음 차 버려서 승리.
- 칼리파
  - 여자는 절대로 안 때린다는 신념때문에 계속 공격만 당하고 나미에게 그 신념을 인정받고 교체. 하지만 제대로 싸웠다면 칼리파는 반죽음. 비김.
- 쟈브라
  - 우솝을 죽일려던 쟈브라를 가볍게 걷어낸 뒤, 디아블 잠브 화룡점정으로 승리.(디아블 잠브를 처음 사용한 전투.)
- 압살롬
  - 투명투명 열매를 먹은 분노와 나미를 건드린 분노로 압살롬을 위기까지 몰아붙이지만, 또 다시 나미를 건드리려 하자 인간기둥이 된다. 겨우 승리하기는 하지만, 압살롬은 나미를 끌고 가버린다.
- 마인 오즈
  - 동료들과의 요격으로 승리.
- 겟코 모리아
  - 본인과의 1:1 대결에서는 패배, 동료들과의 요격으로 승리.
- 바솔로뮤 쿠마
  - 동료들 대신 희생하려는 조로 대신에 자신이 희생하려 했으나 조로에게 기절당함. 제압을 못하고 희생하려 했으니 패배.
- 철가면 듀발
  - 자신의 몽타주와 똑같이 생긴 듀발의 얼굴을 팔라쥬 샷으로 바꿔버림. 실질적으로는 상디의 승리지만, 듀발도 고민을 해결하게 되었다.
- 파시피스타 PX-4
  - 다리에 무리가 가긴했지만, 화룡점정과 킥코스의 협공으로 간신히 승리.
- 파시피스타 PX-1
  - 파시피스타 PX4와의 전투로 지친 나머지 도망. (패배)
- 바솔로뮤 쿠마(2)
  - 파시피스타 px-1를 날려버리고 나타난 쿠마. 상디를 그랜드 라인 제2의 여인섬 핑크빛 아일랜드로 날려버린다. (패배)
- 엘리자베스, 오카마들
  - 싸울려 하지만 강해 도망. (패배)
- 케롤라인(제2의 여인섬 여왕 대리)
  - 드레스를 입고 싸우다 오카마가 돼버린다. (패배)
- 엠포리오 이반코프
  - 배를 내주라는 조건으로 이반코프에게 덤볐으나 패배. 대신 전쟁 후 루피의 소식을 알게 된다.
- 파시피스타 PX-7
  - 조로와의 협공으로 순식간에 파괴해 버림. (승리)
- 카리브
  - 자연계 능력자인 카리브를 무장색패기를 사용해 킥으로 승리.
- 크라켄
  - 루피, 조로와 함께 협공(2년동안 배운 신기술)으로 쓰러뜨렸다.(승리)
- 이카로스 뭇히
  - 루피에게 덤벼든 이카로스를 단숨에 제압해 버렸다. (승리)
- 와다츠미
  - 징베와의 협공으로 밀어붙이고 마지막에 디아블 잠브-헬 메모리즈로 승리.
- 록 & 스카치
  - 롤로노아 조로, 브룩과 같이 록과 스카치의 기습 가스탄 공격에 의해 의식을 잃은 상태에서 총으로 쏘는 순간 절벽 아래로 추락한다.(패배)
- 베르고
  - 해병들을 죽이는 베르고와 맞붙다가 시노쿠니로 인해 전투 중지.
- 돈키호테 도플라밍고
  - 동료들을 죽이려는 도플라밍고를 막다가 능력으로 붙잡혀 패배. 돈키호테 도플라밍고에게 거의 살해당할 뻔하지만 하지만 트라팔가 로에 의해 구조되어 겨우 목숨을 부지한다.(패배)

- 시프스헤드
  - 브룩이 '소울 퍼레이드'로 시프스헤드 공격을 막은 동시에 '디아블 무통 샷'으로 날려버림.(승리)
- 빅 맘 해적단
  - 동료들과의 요격으로 승리.
- 카포네 벳지 & 파이어탱크 해적단
  - 성성 열매 능력자인 벳지에 몸 안 갇힌 상태에서 자신을 포함한 나미, 토니토니 쵸파, 브룩, 시저랑 같이 붙잡혀 위협을 당함.(패배)
- 빈스모크 욘디
  - 디아블 잠브 플랑바주 샷으로 욘디의 얼굴 한쪽을 짓뭉게놨다.(승리)
- 빈스모크 저지
  - 저지와 막상막하로 싸우지만, 저지가 자신의 부하들을 방패로 삼은 뒤에 창으로 상디를 찔러 날려버림.(패배)
- 빈스모크 니디
  - 코제트에게 함부로 대한 니디에게 킥으로 니디의 얼굴을 가격했지만, 니디가 제프를 인질로 삼은 뒤에 어릴 때처럼 이치디, 욘디를 포함한 3명에게 두들겨 맞음.(패배)
- 몽키 D. 루피
  - 자신을 찾아온 루피에게 결투를 신청하지만, 루피가 거절하자 디아블 잠브를 한 뒤, 루피를 일방적으로 두들겨패서 쓰러뜨림.(승리)[18]
- '처리업자' 보빈
  - 바구니 안에 들어있던 고기를 꺼내 집어든 보빈을 발로 걷어차버림.(승리)
- 샬롯 다이후쿠
  - 디아블 잠브 플랑바주 샷으로 승리.
  - 마인을 소환하여, 캐럿을 공격하려는 다이후쿠를 발로 막은 후, 다이후쿠와 격돌하는 사이 갑자기 바다 속에서 와다츠미가 모습을 들어내면서 승부가 나지 않음.(비김)[19]
- 빅 맘(샬롯 링링)
  - 벳지의 몸에서 나오는 동시 루피와 같이 빅 맘에게 공격을 하지만 빅 맘(샬롯 링링)의 압도적인 힘 앞에서 당하고 만다.(패배)
- 샬롯 오븐
  - 시폰의 목을 잡고 있는 오븐을 파운드와 함께 공격해 시폰을 구출한다.(승리) 그 후, 시폰을 안고 날아간다.
  - 카타쿠리와의 전투 후 지친 루피를 데리고 사우전드 써니 호로 가려는 순간, 갑자기 자신의 앞에 나타난 오븐이 검으로 자신을 공격하려는 하지만, 이치디가 오븐을 쓰러뜨림.(비김)
- 샬롯 레잔
  - 검으로 루피를 공격하려는 레잔의 얼굴을 발로 차버림.(승리)
- 샬롯 유엔
  - 페콤즈가 빅 맘 해적단들에 의해 온 몸이 창에 찔리는 모습을 보며 방심한 사이 월보로 공중에 올라온 유엔이 휘두른 지팡이에 의해 루피와 같이 땅에 떨어짐.(패배)
- 쿄시로 일가(쿠니 & 카쿠 & 스케)
  - 자신이 장사하는 소바가게에서 행패를 부린 쿄시로 일가 3인방을 모두 프랑키랑 같이 손쉽게 쓰러뜨림.(승리)
- 바질 호킨스 & X 드레이크
  - 스텔스 블랙으로 변신한 상태에서 호킨스와 드레이크랑 결투를 하지만 승부는 나지 않음.(비김)
- 쇼군(쿠로즈미 오로치)
  - 감옥소 안에서 처형 당한 야스이에 사체 옆에서 울고 있던 토코를 향해 오로치가 총을 쏘는 동시에 조로와 같이 공격을 막음.(비김)
- 쿠로즈미 칸주로
  - 모모노스케를 납치한 칸주로를 잡기 위해 스카이워크를 하지만, 칸주로가 자신을 비롯한 밀짚모자 해적단에게 먹물구름이란 기술로 막 공격을 퍼부음.(패배)

- 블랙마리아
  - 여자를 때리지 않는 신념에 의해 블랙마리아에게 붙잡힌 상태로 공격을 당함.(패배) 이후, 로빈과 브룩이 나타나서 로빈과 교대하는 동시에 브룩이 구해준다.
- 햄릿(기린 SMILE) & 포트릭스(닭 SMILE)
  - 징베와 동시에 한방에 처리.(승리)
- 퀸
  - 이프리트 잠브- 뵈프(소고기) 버스트로 승리.
- 카쿠
  - 루치가 스튜시를 배신하면서 스튜시를 공격하는 사이에 부상입은 카쿠를 버블건으로 가둔다.(승리)

- 제트(제파)
  - 루피, 조로랑 같이 제트와 싸우지만. 제트의 압도적인 파워에 당하고 만다.(패배)[20]
- 바카라
  - 럭키럭키 열매 능력자인 바카라가 다리를 삔 척하며, 바닥에 주저 앉자 상디가 바카라에게 다가가는 동시 상디의 턱을 터치하면서 행운을 빼았는다.(패배)[21]
- 타나카
  - 니코 로빈이 통과통과 열매 능력자인 타나카를 붙잡아준 후에, 디아블 잠브-프뤼미엘 헥시로 쓰러뜨림.(승리)